# 2015年布加勒斯特夜總會爆炸事故
2015年布加勒斯特夜總會爆炸事故，是指發生於2015年10月30日，在羅馬尼亞首都布加勒斯特的一起夜总会火災，造成64人死，另逾153人受傷。
發生事故的夜店名為「集體俱樂部」（或「克萊迪夫」俱樂部，「Clubul Colectiv」 ），是由一間工廠的舊廠房改建而成的。火災於當地時間晚上11時左右發生，當時一支名為告別引力（Goodbye to Gravity）的5人重金属乐隊正在舉辦新專輯的免費演唱會，約有400人前往觀賞，大多是年輕人。據目擊者說法，事故前曾有煙火秀，但火花引燃了隔音牆，隨即引發了爆炸火災。當局獲報後，出動超過60輛消防車與救護車前往救援。
30名死者中有26名當場死亡，1人送醫急救後不治。其餘為第二天以後未能存活的住院傷者。其中包括「告別引力」樂隊的主唱因大面積燒傷住院，而樂隊的另兩名成員當晚已死於此次事故；部份傷者是因為逃生時相互踩踏導致，因為該處僅有一個逃生出口。
11月1日，治療傷患的醫院稱，傷者之中有90人存活機會很低，所以未來死亡人數可能會顯著上升。原因如：吸入大量火災燃燒沙發或家具產生的有毒氣體、身體多部位的燒燙傷、遭受多人踩踏等；而法醫也對首位死者進行屍體解剖，屍檢初步結果，死因是一氧化碳中毒。
當地媒體稱，此起事故是該國近20年死傷最慘重的爆炸事故（對上一次為1995年3月31日造成60人死亡的羅馬尼亞航空371號班機空難），羅馬尼亞政府次日宣佈，為此起事故的死者追悼三天。
布加勒斯特市市长、罗马尼亚内务部长和罗马尼亚总理蓬塔先后辞职。

## 抗议
11月3日，超过15000名示威聚集在罗马尼亚政府总部维多利亚宫前，封锁维多利亚广场的交通。被罗马尼亚媒体称为第2次“罗马尼亚革命”，抗议活动旨在要求总理维克托·蓬塔、国防部长加布里埃尔·奥普拉和批评未经消防部门批准向夜总会颁发营业执照的第四区区长克里斯蒂安·安波佩斯库·佩多。在政府大楼前，宪法用重卡作路障以组织示威者向大楼挺进。在胜利广场，示威者游行到内政部，跪在地上举行默哀仪式。他们高喊“不要脸”和“刺客”，打出“腐败屠杀”的标语。到当地时间晚上10点，28000-30000人（一说估计超过35000人）来到现正广场，其中有示威者拆除议会宫殿周围的栅栏。布拉索夫、普洛耶什蒂和雅西等地亦爆发示威。总统克劳斯·约翰尼斯欢迎街头示威，警告称政治阶层不能忽视这类事件。
示威者还批评罗马尼亚正教会及其领导者元老丹尼尔在夜总会大会后缺乏明显的反应。成千上万的示威者游行到教会所在的布加勒斯特市中心的都主教教区。
11月4日早上，蓬塔政府辞职，但蓬塔自己仍保留代总理一职直至新政府形成。蓬塔在声明中表示：“我希望政府的辞职能让走上街头的人们感到满意”。安在蓬塔身上的压力在上个月已有显现。2015年10月，他税务欺诈丑闻把社会民主党的领导权丢给Liviu Dragnea，成为该国第一位因腐败出庭受审的现任总理。政府宣布辞职后一个小时，蓬塔宣布辞职。他接受了他在悲剧中所扮演角色，对他的行为和不作为表示遗憾，表示：“这是一次错误，我保证我没有在事发后第一天或第二天辞职后还继续做下去。”
同日，尽管蓬塔辞职，抗议活动还是继续进行到第二天晚上。在布加勒斯特，大约有3.5万名示威者，蒂米什瓦拉有1万名，雅西和克拉约瓦有5000名，克卢日-纳波卡有4500名，锡比乌4000名，巴克乌、康斯坦察和加拉茨3000人，福克沙尼1000人。示威者要求提前选举和领导层全面改革。声援抗议在伦敦、巴黎和马德里出现。

## 图集

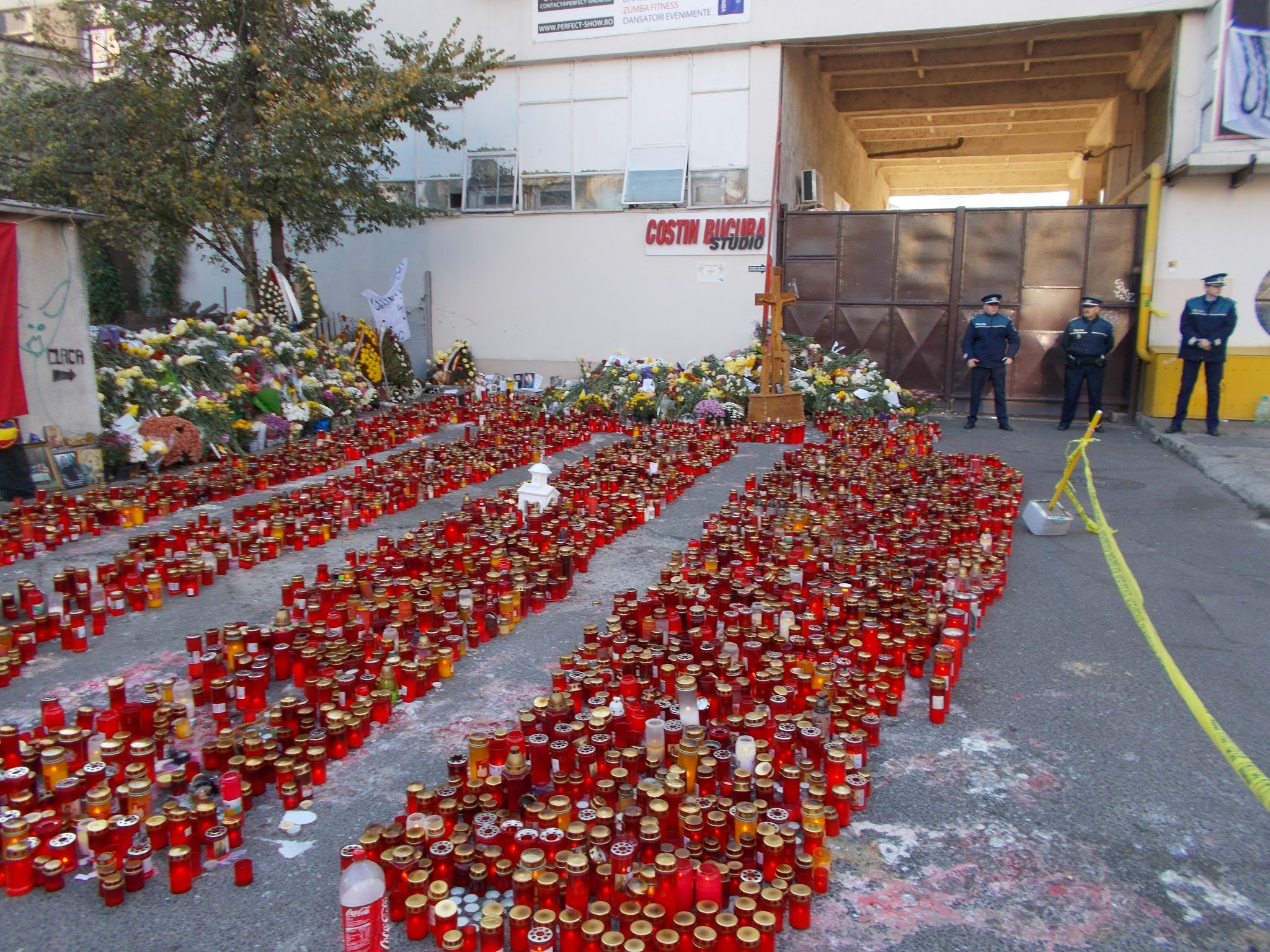
警方把守着旧工厂的主要出口
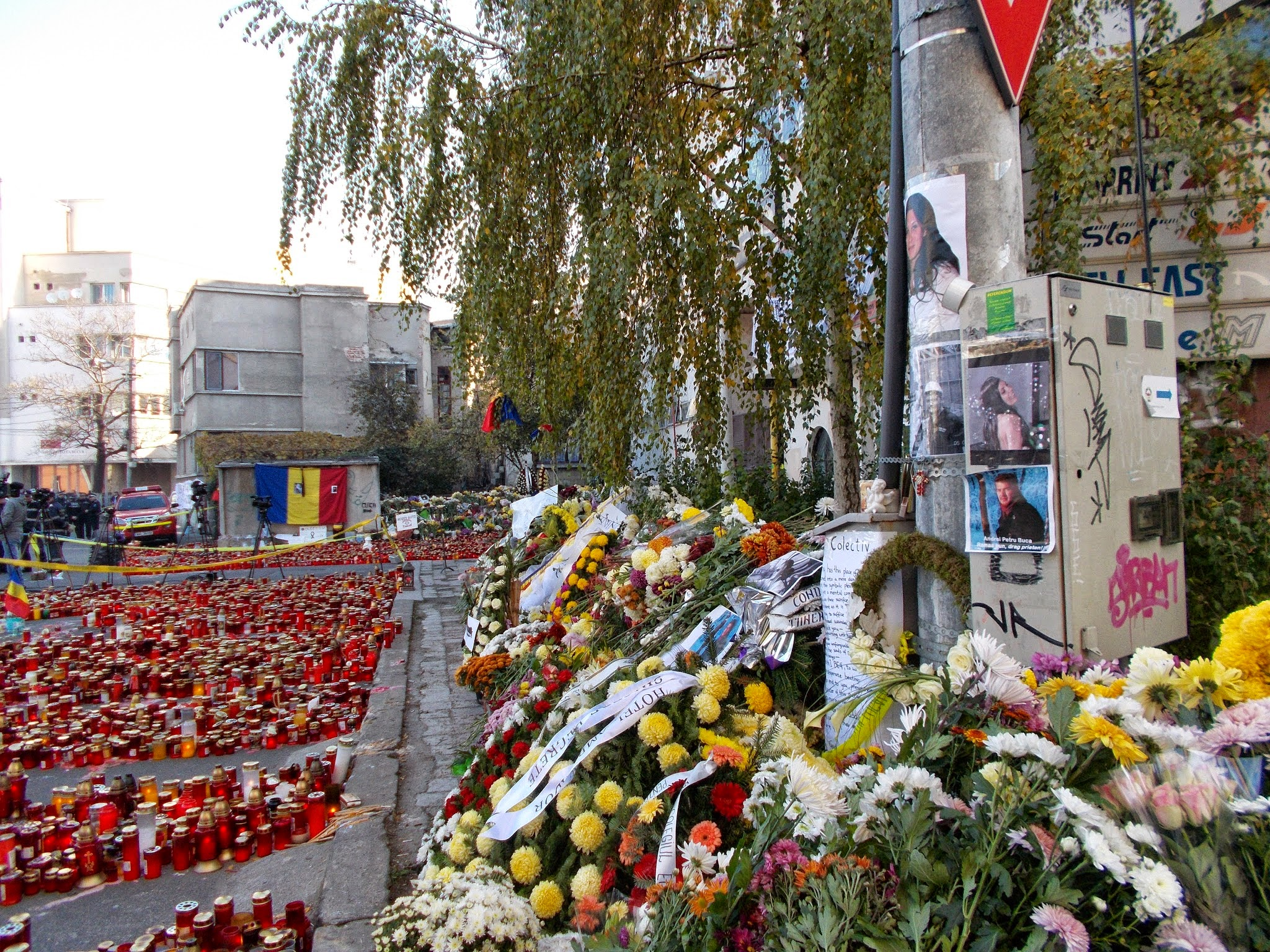
集体俱乐部门前的蜡烛和花环
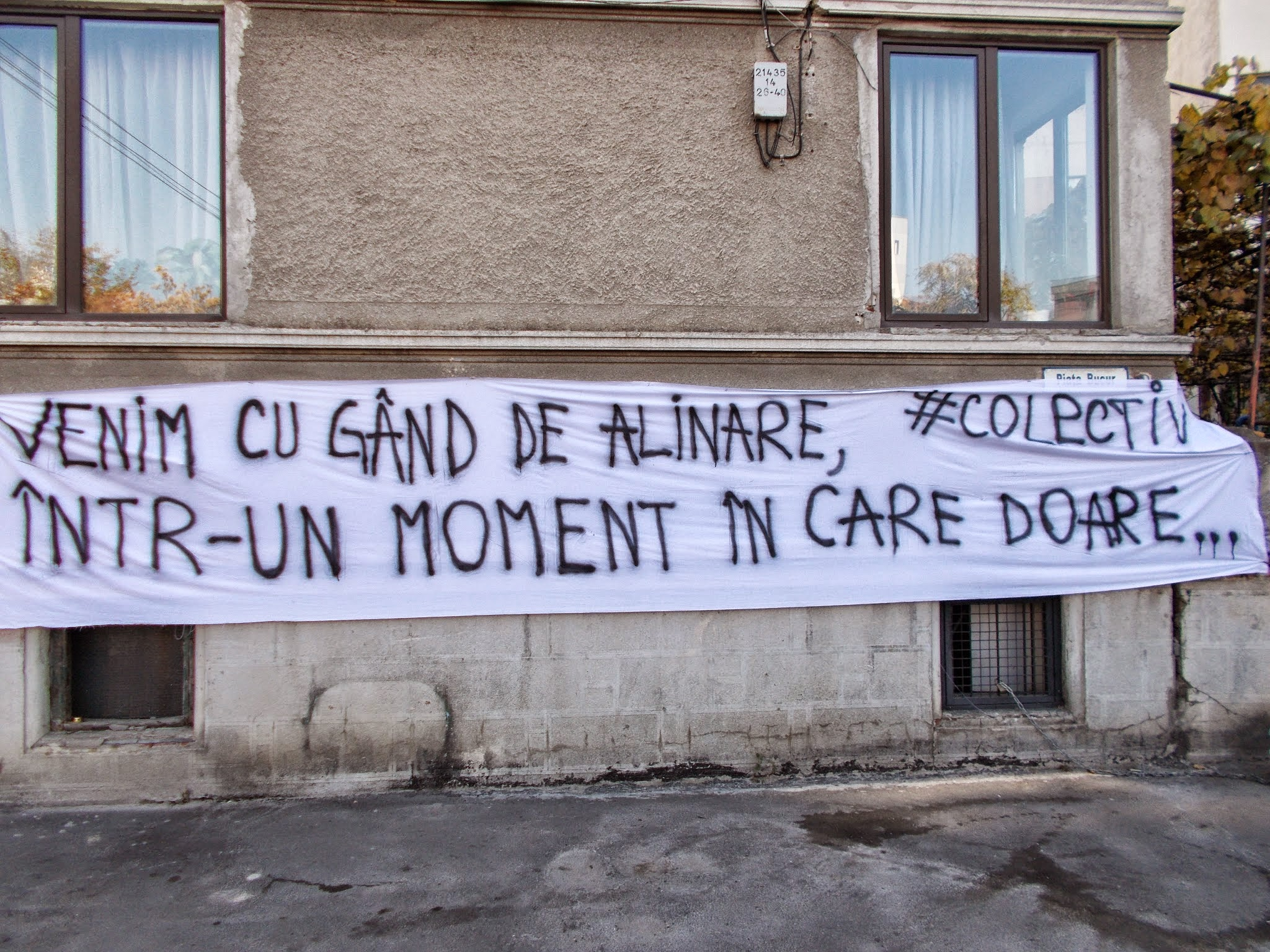
横幅内容：我们带着舒适感来过了一个伤心的时刻
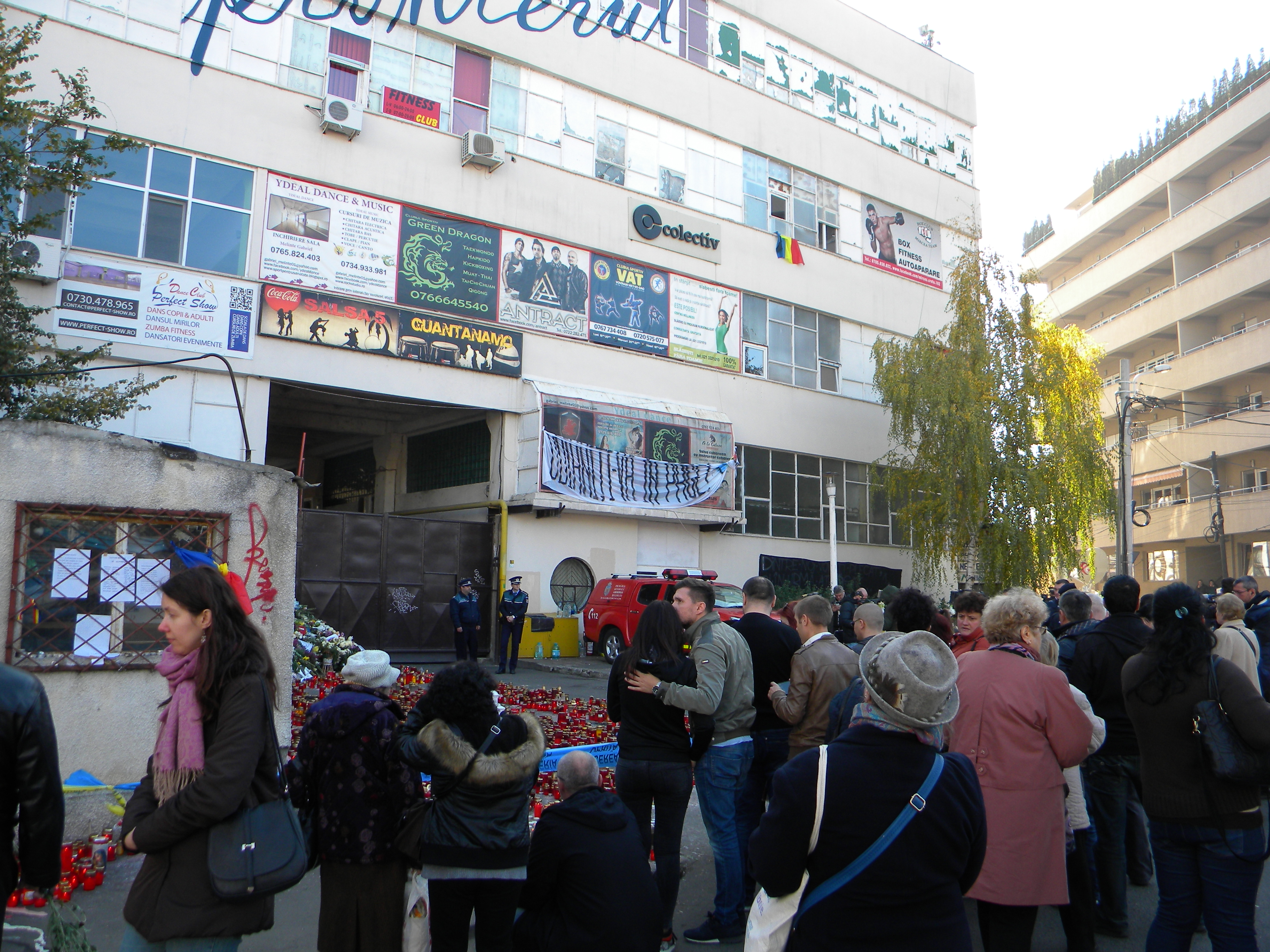
人们在工厂前哀悼遇难者
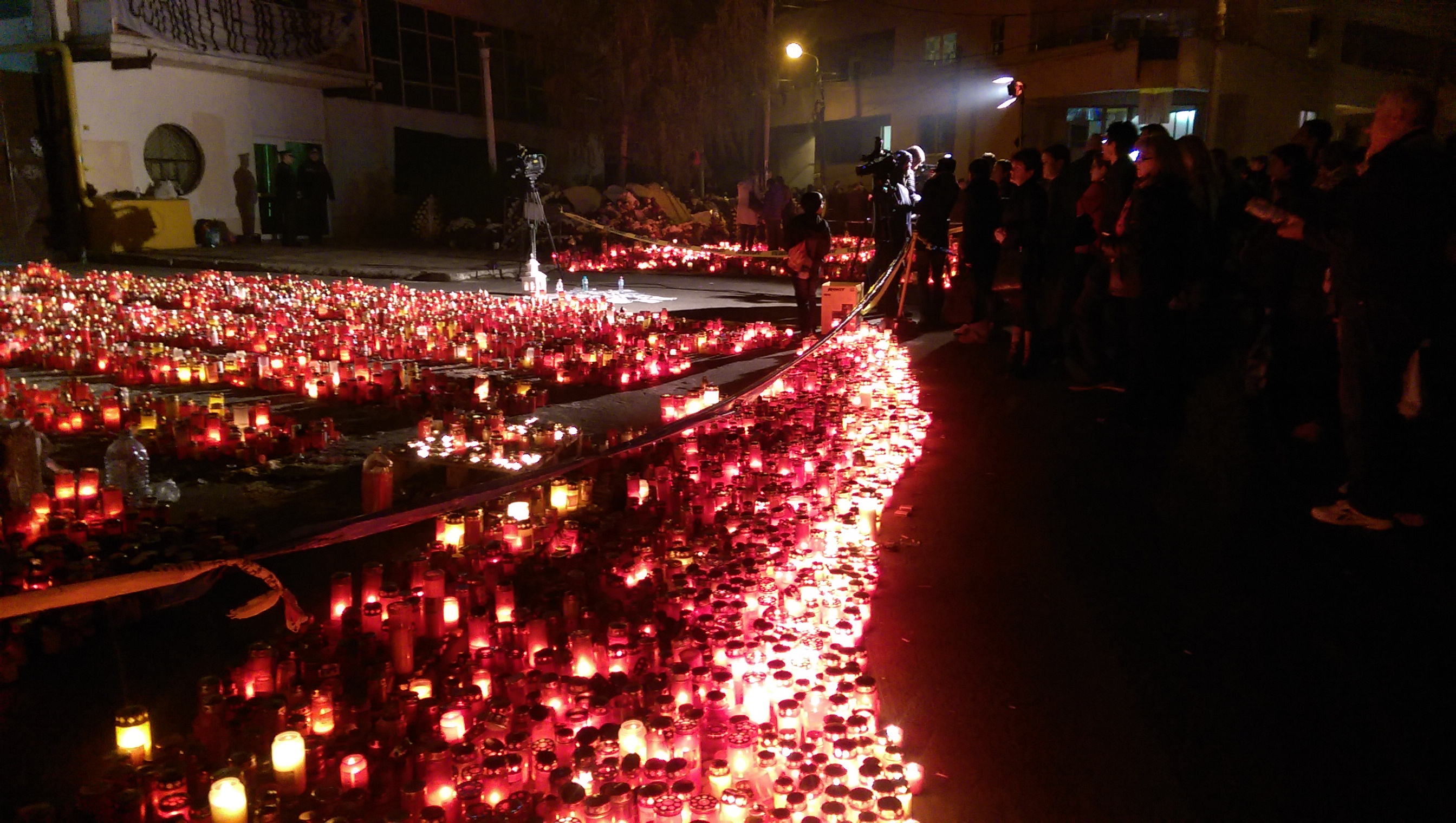
集体俱乐部门前的蜡烛和花环
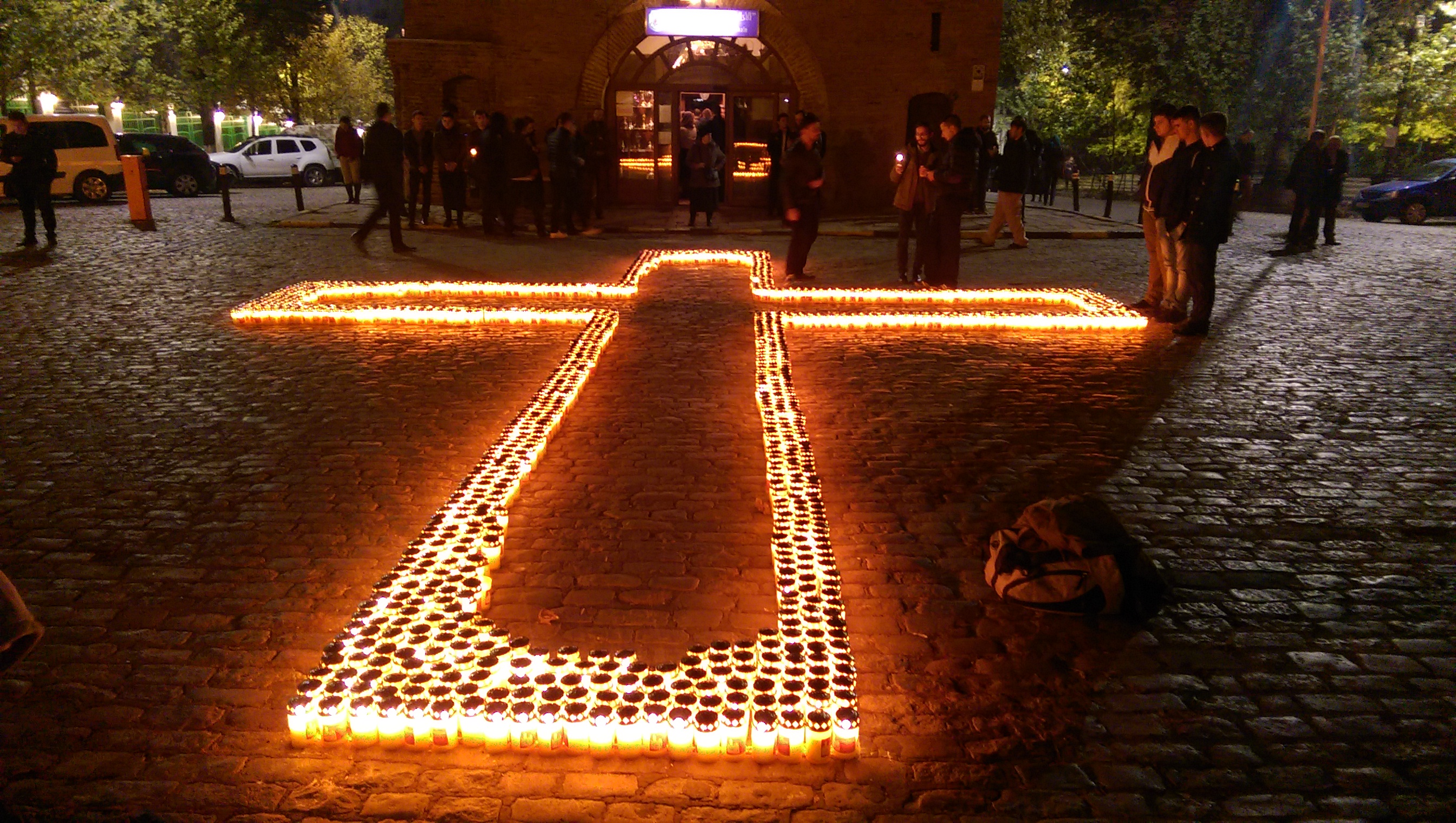
2015年11月5日，遇难者哀悼仪式
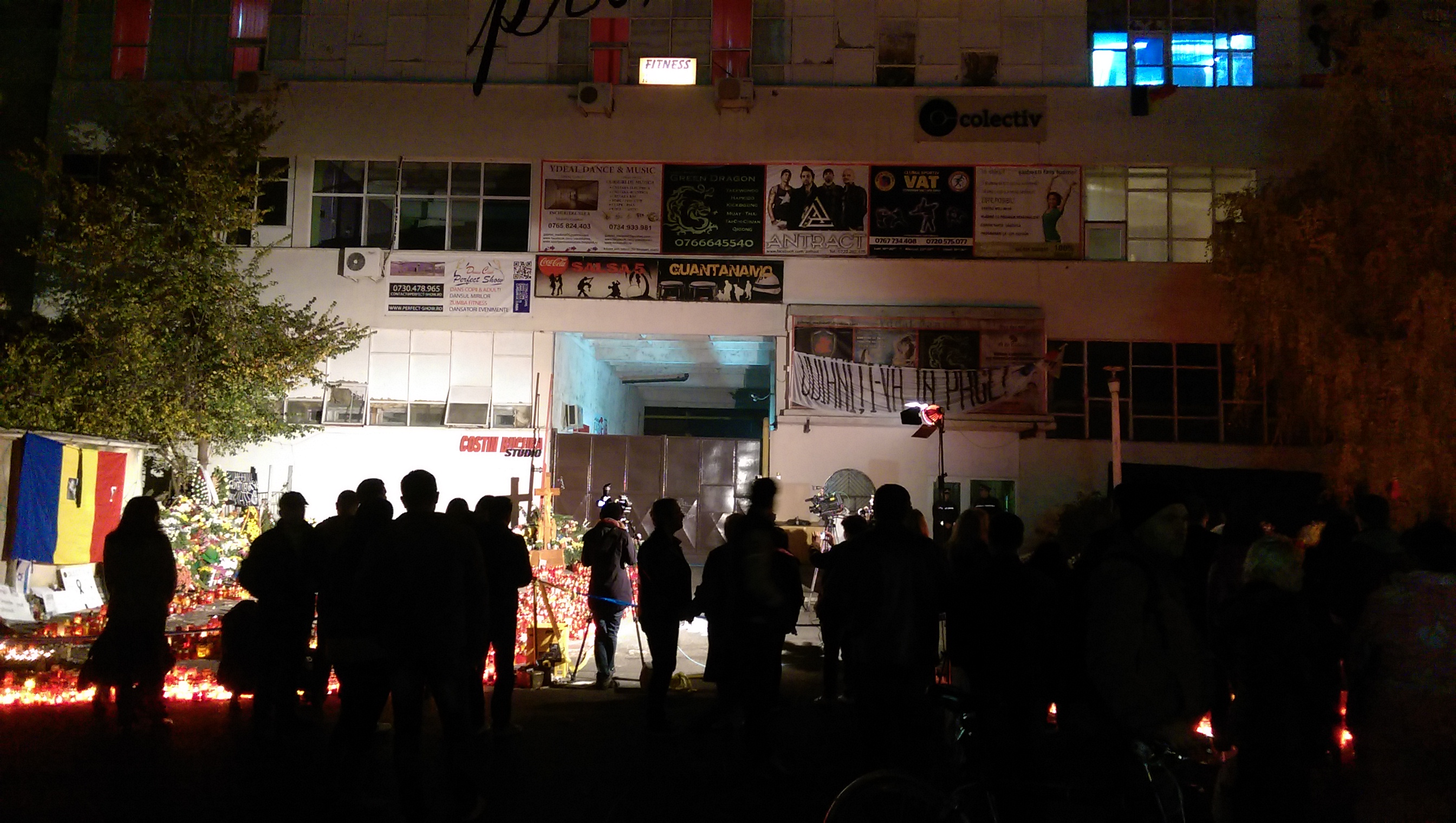
2015年11月5日晚，夜总会所在的工厂外
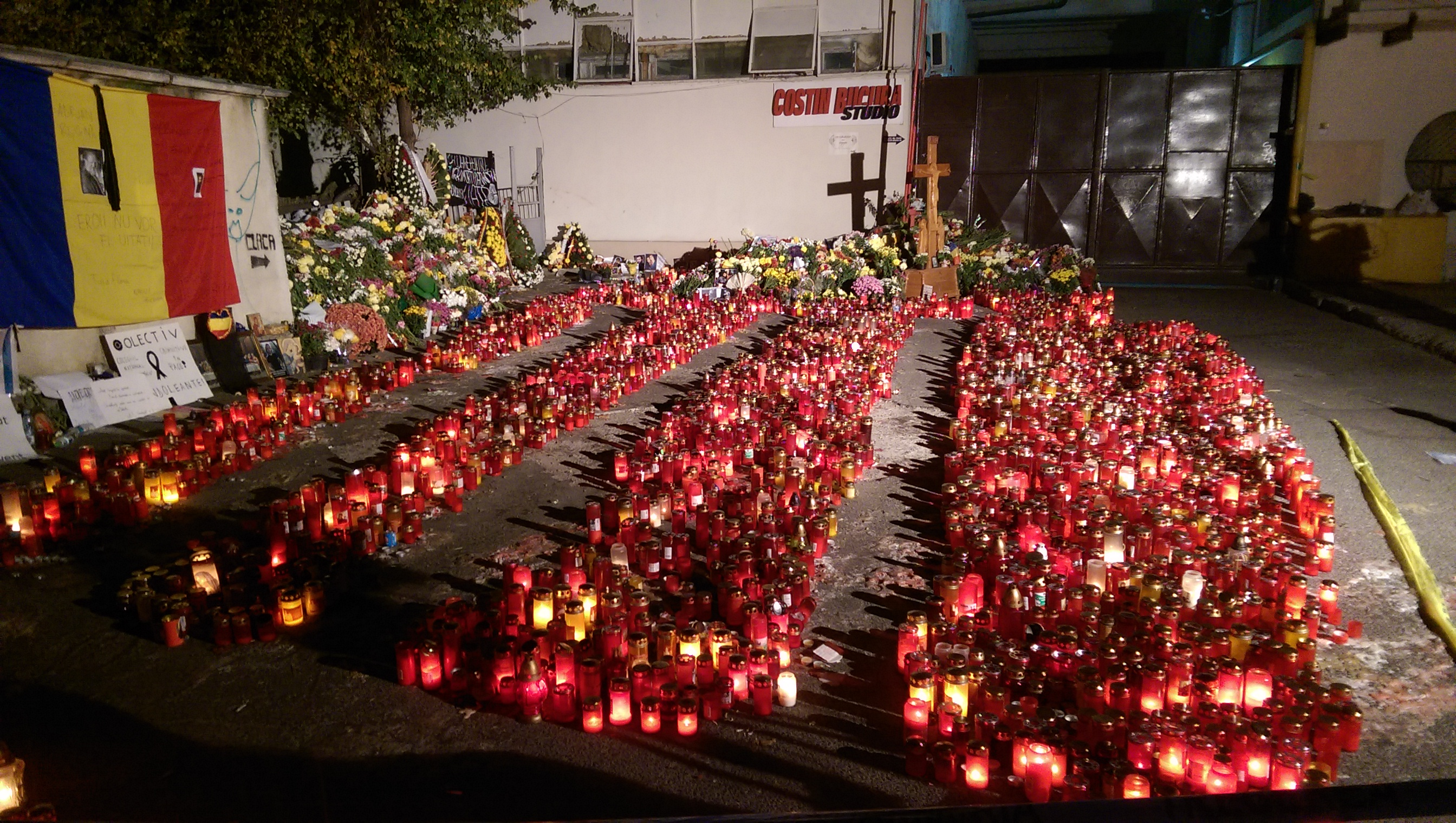
集体俱乐部门前的蜡烛和花环